# Louis Marracci
Pour les articles homonymes, voir Marracci.
Louis Marracci (Torcigliano di Camaiore, 6 octobre 1612 – Rome, 5 février 1700) est un prêtre catholique, traducteur italien et orientaliste, membre des Clercs réguliers de la Mère de Dieu. Sa renommée est due à sa traduction en latin du Coran, accompagnée d’une réfutation, de commentaires et de notes se référant à diverses œuvres d'érudits musulmans.

## Biographie
Ludovico Marracci est né à Torcigliano de Camaiore dans la République de Lucques, le 6 octobre 1612. Il déménage à Lucques, où, en 1627, à seulement 15 ans, il fait partie des Clercs Réguliers de la Mère de Dieu dans le Collège Romain de Sainte Marie in Campitelli. Il étudie la philosophie et la théologie, le grec, le syriaque et l'hébreu.
Diplômé, il retourne à Lucques, où il enseigne la grammaire et la rhétorique. À 33 ans, en 1645, il participe à la traduction de la Bible en arabe, le travail commencé dès 1624, à la demande des Églises orientales, qui sera achevé en 1650.
En 1656, il se voit confier la chaire d'arabe à l'Université de la Sapienza à Rome.
Durant ces années, il conduit son œuvre fondamentale, la traduction latine du Coran.
L’œuvre est divisée en deux parties : 
- Le premier volume, Prodromus ad refutationem Alcorani, publié à Rome en 1691 par la Propaganda Fide, contient une introduction sur la vie du prophète et un résumé des fondements de l'Islam avec de nombreuses références à des textes d’érudits musulmans.
- Le deuxième volume, Refutatio Alcorani, publié en 1698 à Padoue, est dédié à Léopold Ier, vainqueur des Turcs à Vienne. Il contient le texte arabe du Coran, sa traduction en latin, accompagnée de notes et la réfutation.

Marracci fut le confesseur du cardinal Odescalchi et le resta après l'accession du cardinal au trône pontifical sous le nom d’Innocent XI.
Il décède le 5 février 1700.

## Postérité
Marracci a réalisé la quatrième traduction du Coran en latin, après celle commanditée par Pierre le Vénérable en 1143, suivie de celle de Marc de Tolède en 1209 ou 1210, puis celle commanditée par Gilles de Viterbe en 1518.
« Marracci a utilisé les écrits d'exégètes et d'historiens musulmans, sa traduction est exacte et fidèle, et dûment commentée. Sa refutation reste imprégnée de l'esprit de controverse que semblent justifier les périls de l'époque. Sa traduction annonce cependant les temps nouveaux d'un orientalisme scientifique qui est soucieux de s'informer auprès des sources arabes et islamiques, en toute objectivité, mais sans renoncer aux exigences d'une saine critique. »
George Sale a largement utilisé le travail de Marracci (traduction latine, notes et commentaires) pour établir sa propre traduction du Coran en anglais. de Marracci.